# Badenstraße 43/43 a (Stralsund)

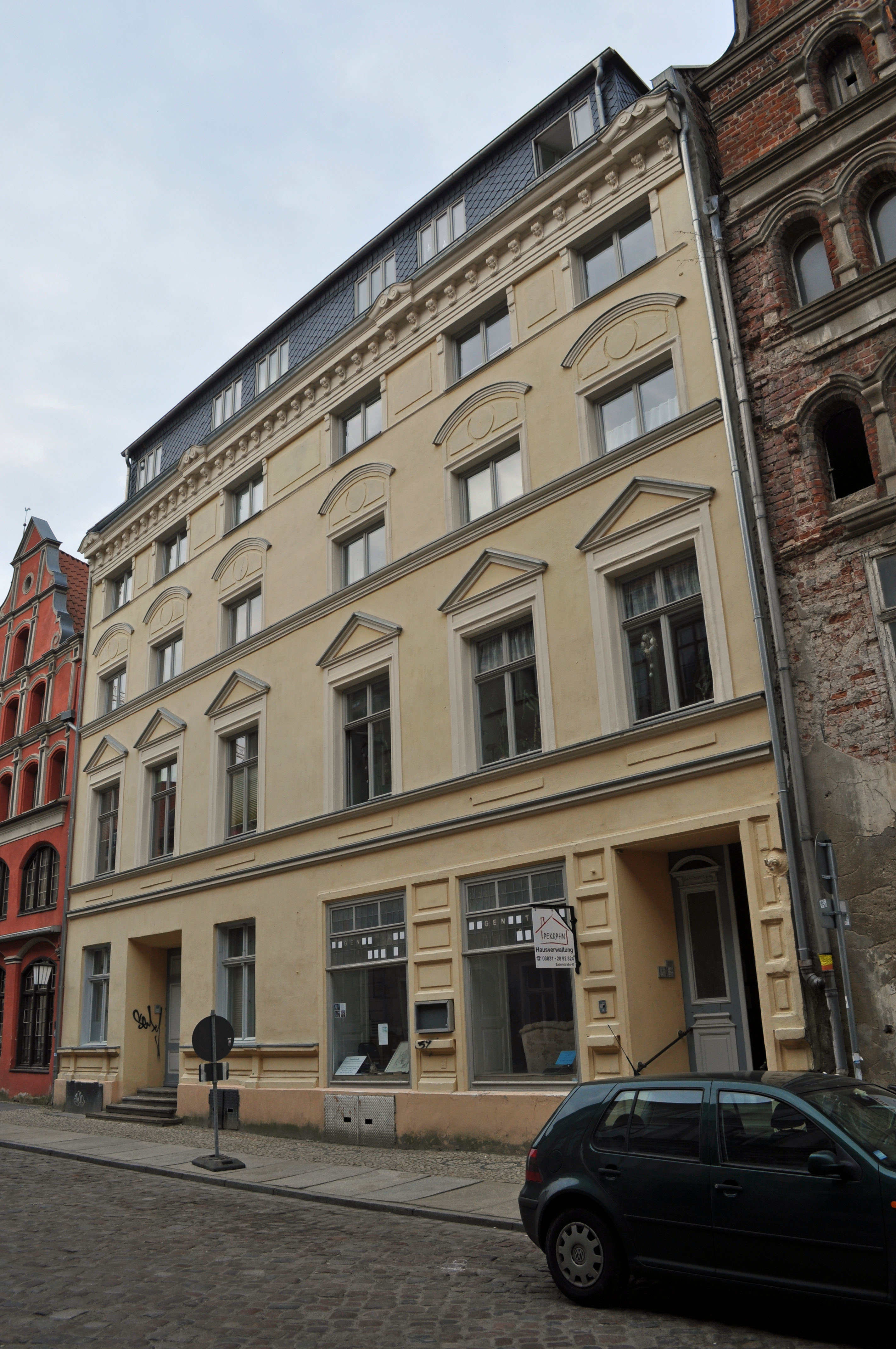
Das Haus Badernstraße 43/43 a in Stralsund (2012)

Das Haus mit der postalischen Adresse Badenstraße 43/43 a ist ein unter Denkmalschutz stehendes Gebäude in der Badenstraße in Stralsund.
Das viergeschossige, sechsachsige Gebäude wurde im Jahr 1728 auf zwei Grundstücken errichtet. Im 19. Jahrhundert wurde das Gebäude umgestaltet; diese Umgestaltung wurde bei einer Restaurierung in den Jahren 1975/1976 beseitigt. Von der ursprünglichen Gestaltung der Putzfassade sind nur die vier Kapitelle der Kolossalpilaster unter der Traufe erhalten.
Das Haus liegt im Kerngebiet des von der UNESCO als Weltkulturerbe anerkannten Stadtgebietes des Kulturgutes „Historische Altstädte Stralsund und Wismar“. In die Liste der Baudenkmale in Stralsund ist es mit der Nummer 69 eingetragen.